# El meu arbre familiar de Nadal
El meu arbre familiar de Nadal (títol original en anglès, My Christmas Family Tree) és una pel·lícula de 2021 dirigida per Jason Bourque. S'ha doblat al català per a TV3.
En la trama, la Vanessa, que treballa buscant famílies d'acollida per a nens, no té cap pla per a les festes més enllà de mirar pel·lícules de Nadal amb el seu gosset, el Mickey. No té família, perquè la seva mare va morir quan ella era petita. No obstant això, tot canvia quan li arriben els resultats d'una prova d'ADN que s'ha fet fa poc, i resulta que el seu pare biològic viu a pocs quilòmetres de Nova York. L'home, encantat, convida la Vanessa a passar les vacances amb la seva gran família.
La pel·lícula va ser distribuïda als Estats Units per Hallmark Channel el 2021. També s'ha distribuït a altres països, per exemple, a Itàlia el desembre de 2022 a través de Rai 2.